# Rékai András
Rékai András (eredeti neve: Riedl András 1907-ig) (Budapest, 1901. augusztus 26. – Budapest, XIII. kerület, 1968. január 19.) magyar operarendező; Rékai Nándor (1870–1943) zeneszerző és karnagy fia, Rékai Miklós (1906–1959) hárfaművész testvére.

## Életpályája
1919-ben került a Magyar Állami Operaházhoz, ahol 1920–1930 között ügyelő, 1930–1934 között segédredndező, 1934–1942 között rendező, majd 1942–1949 között főrendező volt. 1923-ban Berlinben különböző színházakban dolgozott. 1928-ban alapító tagja volt a Színpadművészeti Stúdiónak. Az 1950-es évektől a Magyar Néphadsereg művészegyüttesénél színielőadásokat rendezett. 1963-ig a Zeneműkiadó Vállalatnak helyettes igazgatója volt. 1963-ban nyugdíjba vonult.
Wagner opera-dramaturgiájáról írott könyve kéziratban maradt. Sírja a Farkasréti temetőben látogatható (Hv15 (115)-16-6).

## Színházi rendezései
A Színházi Adattárban regisztrált bemutatóinak száma: 5.
- Strauss: Rózsalovag (1938)
- Gluck: A rászedett kádi (1945)
- Offenbach: Hoffmann meséi (1946)
- Verdi: Falstaff (1947)
- Nicolai: A windsori víg nők (1948)
- Gluck: Iphigénia Aulisban
- Verdi: Otello
- Puccini: Bohémélet

## Librettói
- Az ezüstkulcs (balett, zene: Couperin–Strauss, 1928)